# Pessines
Pessines (prononcé [pe.sin]) est une commune du sud-ouest de la France, située dans le département de la Charente-Maritime (région Nouvelle-Aquitaine). Ses habitants sont appelés les Pessinois et les Pessinoises.
C'est une commune résidentielle particulièrement dynamique et en pleine mutation située dans la première couronne de l'aire urbaine de Saintes.

## Géographie

### Situation géographique et axes routiers
La commune de Pessines se situe dans le centre du département de la Charente-Maritime, en région Nouvelle-Aquitaine, dans l'ancienne province de Saintonge. Appartenant au midi de la France — on parle plus précisément de « midi atlantique », au cœur de l'arc atlantique, elle peut être rattachée à deux grands ensembles géographiques, le Grand Ouest français et le Grand Sud-Ouest français.
Située à 8 kilomètres au sud-ouest de Saintes, Pessines est un lieu de convergence de deux axes routiers importants en direction de Saintes :
- Tout d'abord, l'ancien tracé de la RN 150 traverse la commune en son centre du nord-est au sud-ouest. Cet axe majeur en Charente-Maritime qui a été réalisé à 2x2 voies relie directement Saintes à Saujon. Il a été déplacé plus au sud, dans la commune voisine de Varzay, et est aujourd'hui accessible aux habitants de Pessines dans la commune voisine de Luchat où un échangeur routier y a été construit.
- La D 728, qui est une route départementale à fort trafic routier en provenance de Marennes et de l'île d'Oléron rejoint Saintes en passant au nord et nord-ouest de la commune de Pessines.

### Communes limitrophes
| La Clisse | Nieul-les-Saintes |            |
| Luchat    | Pessines          | Saintes    |
| Varzay    | Rétaud            | Chermignac |

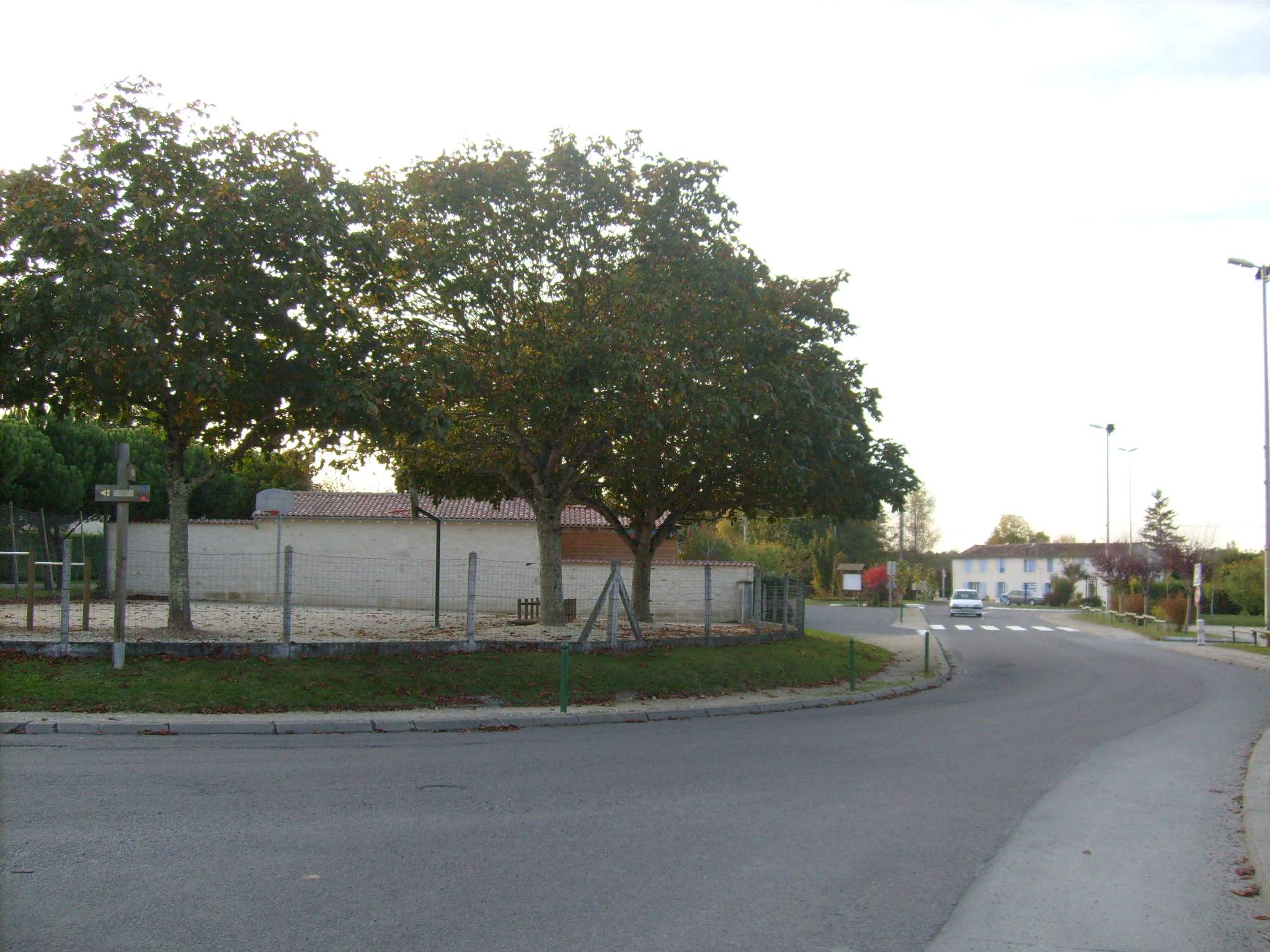
Le terrain de sport de l'école.

## Urbanisme

### Typologie
Au 1er janvier 2024, Pessines est catégorisée commune rurale à habitat dispersé, selon la nouvelle grille communale de densité à 7 niveaux définie par l'Insee en 2022.
Elle est située hors unité urbaine. Par ailleurs la commune fait partie de l'aire d'attraction de Saintes, dont elle est une commune de la couronne,. Cette aire, qui regroupe 62 communes, est catégorisée dans les aires de 50 000 à moins de 200 000 habitants,.

### Occupation des sols
L'occupation des sols de la commune, telle qu'elle ressort de la base de données européenne d’occupation biophysique des sols Corine Land Cover (CLC), est marquée par l'importance des territoires agricoles (55 % en 2018), en diminution par rapport à 1990 (64,8 %). La répartition détaillée en 2018 est la suivante : 
forêts (34,4 %), terres arables (19,6 %), zones agricoles hétérogènes (15,7 %), zones urbanisées (10,6 %), prairies (10,6 %), cultures permanentes (9,1 %). L'évolution de l’occupation des sols de la commune et de ses infrastructures peut être observée sur les différentes représentations cartographiques du territoire : la carte de Cassini (XVIIIe siècle), la carte d'état-major (1820-1866) et les cartes ou photos aériennes de l'IGN pour la période actuelle (1950 à aujourd'hui).

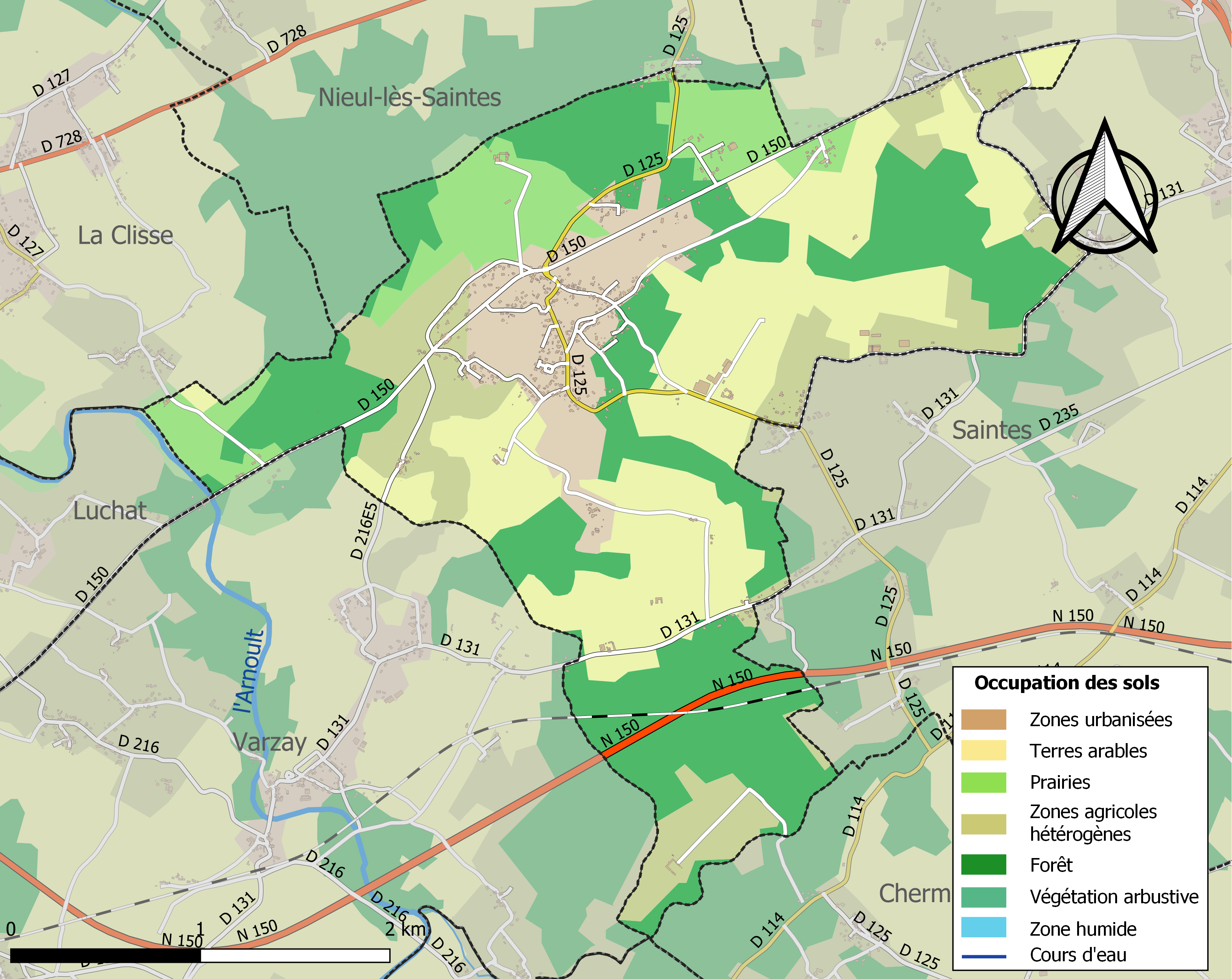
Carte des infrastructures et de l'occupation des sols de la commune en 2018 (CLC).

### Risques majeurs
Le territoire de la commune de Pessines est vulnérable à différents aléas naturels : météorologiques (tempête, orage, neige, grand froid, canicule ou sécheresse), inondations, mouvements de terrains et séisme (sismicité faible). Il est également exposé à un risque technologique, le transport de matières dangereuses. Un site publié par le BRGM permet d'évaluer simplement et rapidement les risques d'un bien localisé soit par son adresse soit par le numéro de sa parcelle.

#### Risques naturels
Certaines parties du territoire communal sont susceptibles d’être affectées par le risque d’inondation par débordement de cours d'eau. La commune a été reconnue en état de catastrophe naturelle au titre des dommages causés par les inondations et coulées de boue survenues en 1982, 1999 et 2010,.

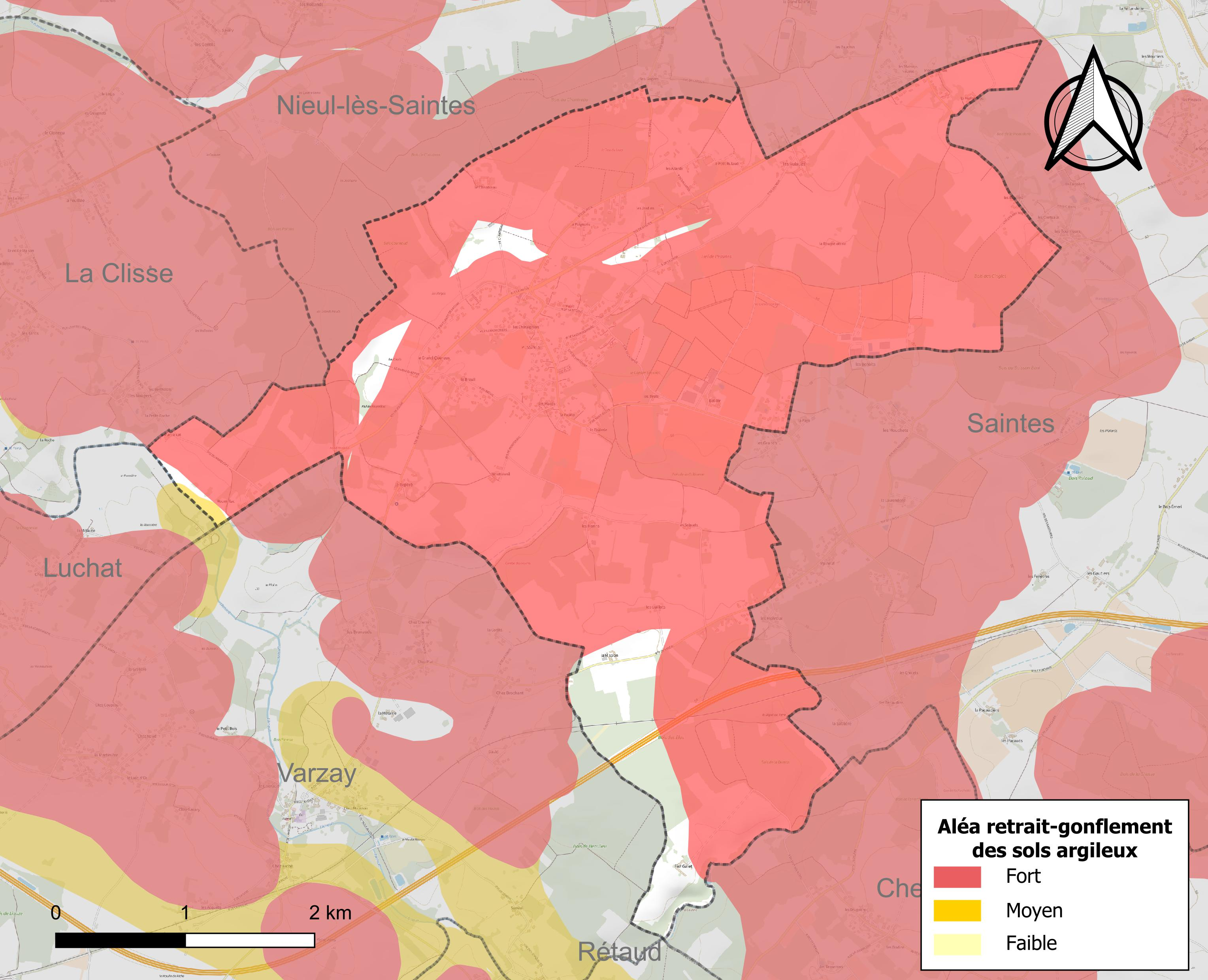
Carte des zones d'aléa retrait-gonflement des sols argileux de Pessines.

Les mouvements de terrains susceptibles de se produire sur la commune sont des affaissements et effondrements liés aux cavités souterraines (hors mines) et des tassements différentiels. Par ailleurs, afin de mieux appréhender le risque d’affaissement de terrain, l'inventaire national des cavités souterraines permet de localiser celles situées sur la commune.
Le retrait-gonflement des sols argileux est susceptible d'engendrer des dommages importants aux bâtiments en cas d’alternance de périodes de sécheresse et de pluie. 92,7 % de la superficie communale est en aléa moyen ou fort (54,2 % au niveau départemental et 48,5 % au niveau national). Sur les 369 bâtiments dénombrés sur la commune en 2019, 356 sont en aléa moyen ou fort, soit 96 %, à comparer aux 57 % au niveau départemental et 54 % au niveau national. Une cartographie de l'exposition du territoire national au retrait gonflement des sols argileux est disponible sur le site du BRGM,.
Par ailleurs, afin de mieux appréhender le risque d’affaissement de terrain, l'inventaire national des cavités souterraines permet de localiser celles situées sur la commune.
Concernant les mouvements de terrains, la commune a été reconnue en état de catastrophe naturelle au titre des dommages causés par la sécheresse en 1989, 1991, 1992, 2003, 2005, 2009 et 2011 et par des mouvements de terrain en 1999 et 2010.

#### Risques technologiques
Le risque de transport de matières dangereuses sur la commune est lié à sa traversée par une ou des infrastructures routières ou ferroviaires importantes ou la présence d'une canalisation de transport d'hydrocarbures. Un accident se produisant sur de telles infrastructures est susceptible d’avoir des effets graves sur les biens, les personnes ou l'environnement, selon la nature du matériau transporté. Des dispositions d’urbanisme peuvent être préconisées en conséquence.

## Toponymie
À lier avec le toponyme Bessines en raison de la confusion paronymique entre les sons p et b.

## Politique et administration

### Liste des maires
| Période                                  | Période  | Identité          | Étiquette | Qualité         |
| ---------------------------------------- | -------- | ----------------- | --------- | --------------- |
| 1977                                     | 2014     | Jean-Paul Boucard |           |                 |
| 2014                                     | En cours | Philippe Delhoume |           | Agent technique |
| Les données manquantes sont à compléter. |          |                   |           |                 |

### Région
À la suite de la réforme administrative de 2014 ramenant le nombre de régions de France métropolitaine de 22 à 13, la commune appartient depuis le 1er janvier 2016 à la région Nouvelle-Aquitaine, dont la capitale est Bordeaux. De 1972 au 31 décembre 2015, elle a appartenu à la région Poitou-Charentes, dont le chef-lieu était Poitiers.

### Canton
La commune de Pessines appartient au canton de Thénac depuis mars 2015. Avant cette date, elle dépendait du canton de Saintes-Ouest qui regroupait huit communes et une fraction de la commune de Saintes. Ce canton était issu d'un remaniement de la carte administrative qui a eu lieu en 1985 et a succédé à l'ancien canton de Saintes-Sud formé dès son origine en 1790. La commune de Pessines était par sa superficie la seconde plus petite commune du canton de Saintes-Ouest, se situant avant la commune de Préguillac.

### Intercommunalité
Pessines fait partie de la communauté de communes du Pays Santon dont le siège administratif est situé à Saintes.
De même, la commune appartient au Pays de Saintonge Romane dont le siège est également fixé à Saintes.
- Pessines dans la Communauté de communes du Pays Santon

Saintes et ses communes limitrophes (en orangé : communauté de communes du Pays Santon).

### Circonscription électorale
La commune est située dans la troisième circonscription électorale de la Charente-Maritime qui englobe l'arrondissement de Saint-Jean-d'Angély dans sa totalité et la partie nord de l'arrondissement de Saintes (canton de Burie, canton de Saintes-Est - à l'exception des communes de Colombiers et La Jard -, canton de Saintes-Nord et canton de Saintes-Ouest).
Catherine Quéré en est la députée depuis 2007.

### Conseil des Jeunes
Depuis le 23 janvier 2021, Pessines est dotée d'un Conseil des Jeunes. Ce conseil est composé de 12 jeunes de 11 à 18 ans. Il a pour but d'animer la commune en mettant en place des projets par et avec les jeunes.[réf. nécessaire]

### Politique locale
| Élections | 1er tour         | 1er tour | 1er tour         | 1er tour | 1er tour              | 1er tour | 1er tour            | 1er tour | 2d tour          | 2d tour | 2d tour          | 2d tour |
| Élections | 1er              | 1er      | 2d               | 2d       | 3e                    | 3e       | 4e                  | 4e       | 1er              | 1er     | 2d               | 2d      |
| --------- | ---------------- | -------- | ---------------- | -------- | --------------------- | -------- | ------------------- | -------- | ---------------- | ------- | ---------------- | ------- |
| 2002      | L. Jospin (PS)   | 17,54 %  | J. Chirac (RPR)  | 16,63 %  | J. Saint-Josse (CPNT) | 13,44%   | J-M. Le Pen (FN)    | 12,3%    | J. Chirac (RPR)  | 84,88 % | J-M. Le Pen (FN) | 15,12 % |
| 2007      | S. Royal (PS)    | 29,16 %  | N. Sarkozy (UMP) | 28,98 %  | F. Bayrou (UDF)       | 13,06%   | J-M Le Pen (FN)     | 9,66%    | S. Royal (PS)    | 51,78 % | N. Sarkozy (UMP) | 48,22 % |
| 2012      | F. Hollande (PS) | 31,39 %  | N. Sarkozy (UMP) | 23,46 %  | M. Le Pen (FN)        | 19,75%   | J-L. Mélenchon (FG) | 10,23%   | F. Hollande (PS) | 57,06 % | N. Sarkozy (UMP) | 42,94 % |
| 2017      | M. Le Pen (FN)   | 25,18 %  | E. Macron (EM)   | 21,63 %  | J-L Mélenchon (FI)    | 20,21 %  | F. Fillon (LR)      | 15,07%   | E. Macron (EM)   | 57,34 % | M. Le Pen (FN)   | 42,66 % |
| 2022      | M. Le Pen (RN)   | 30,98 %  | E. Macron (LREM) | 28,08 %  | J-L. Mélenchon (FI)   | 13,95%   | É. Zemmour (REC)    | 7,25%    | M. Le Pen (RN)   | 51,19 % | E. Macron (LREM) | 48,81 % |

## Démographie

### Évolution démographique
L'évolution du nombre d'habitants est connue à travers les recensements de la population effectués dans la commune depuis 1793. Pour les communes de moins de 10 000 habitants, une enquête de recensement portant sur toute la population est réalisée tous les cinq ans, les populations de référence des années intermédiaires étant quant à elles estimées par interpolation ou extrapolation. Pour la commune, le premier recensement exhaustif entrant dans le cadre du nouveau dispositif a été réalisé en 2005.

En 2022, la commune comptait 799 habitants, en évolution de +7,25 % par rapport à 2016 (Charente-Maritime : +4,04 %, France hors Mayotte : +2,11 %).
| 1793 | 1800 | 1806 | 1821 | 1831 | 1836 | 1841 | 1846 | 1851 |
| ---- | ---- | ---- | ---- | ---- | ---- | ---- | ---- | ---- |
| 365  | 267  | 237  | 360  | 372  | 351  | 369  | 368  | 334  |

| 1856 | 1861 | 1866 | 1872 | 1876 | 1881 | 1886 | 1891 | 1896 |
| ---- | ---- | ---- | ---- | ---- | ---- | ---- | ---- | ---- |
| 333  | 327  | 316  | 309  | 334  | 343  | 327  | 307  | 289  |

| 1901 | 1906 | 1911 | 1921 | 1926 | 1931 | 1936 | 1946 | 1954 |
| ---- | ---- | ---- | ---- | ---- | ---- | ---- | ---- | ---- |
| 272  | 264  | 262  | 249  | 208  | 221  | 191  | 206  | 198  |

| 1962 | 1968 | 1975 | 1982 | 1990 | 1999 | 2005 | 2006 | 2010 |
| ---- | ---- | ---- | ---- | ---- | ---- | ---- | ---- | ---- |
| 186  | 218  | 274  | 406  | 566  | 648  | 758  | 772  | 772  |

| 2015 | 2020 | 2022 | - | - | - | - | - | - |
| ---- | ---- | ---- | - | - | - | - | - | - |
| 748  | 786  | 799  | - | - | - | - | - | - |

## Lieux et monuments
- L'église Saint-Gilles, de style roman, avec nef unique d'un seul tenant avec le chœur. Elle est surmontée d'un clocheton.
- Le chêne de Montravail, un arbre de 11 m de haut ayant une circonférence de 8,68 m se situe sur la commune. Son âge est évalué entre 800 et 900 ans[24]. Il a été endommagé par une tempête en 1941 et par la tempête de 1999.

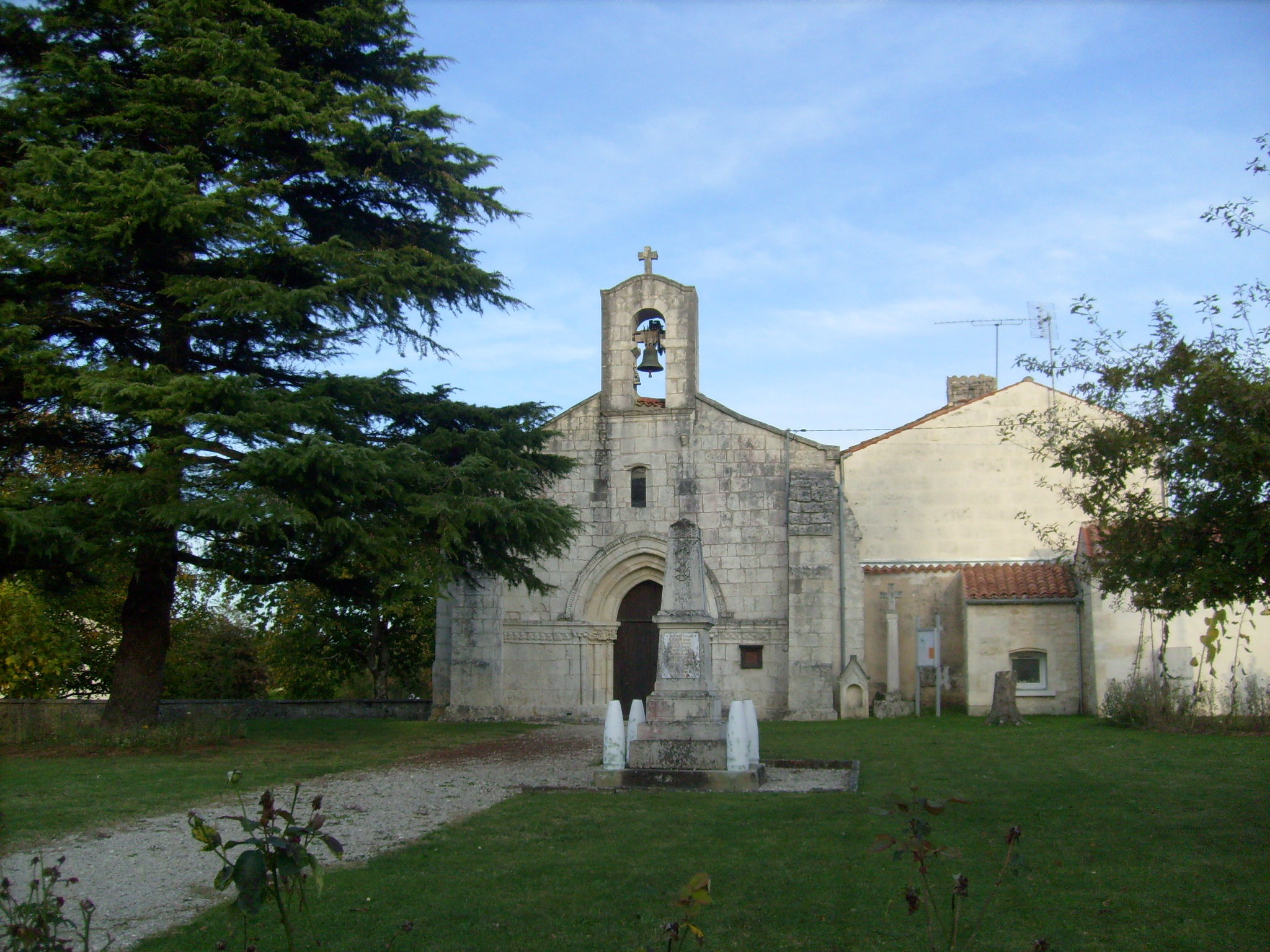
L'église Saint-Gilles et le monument aux morts
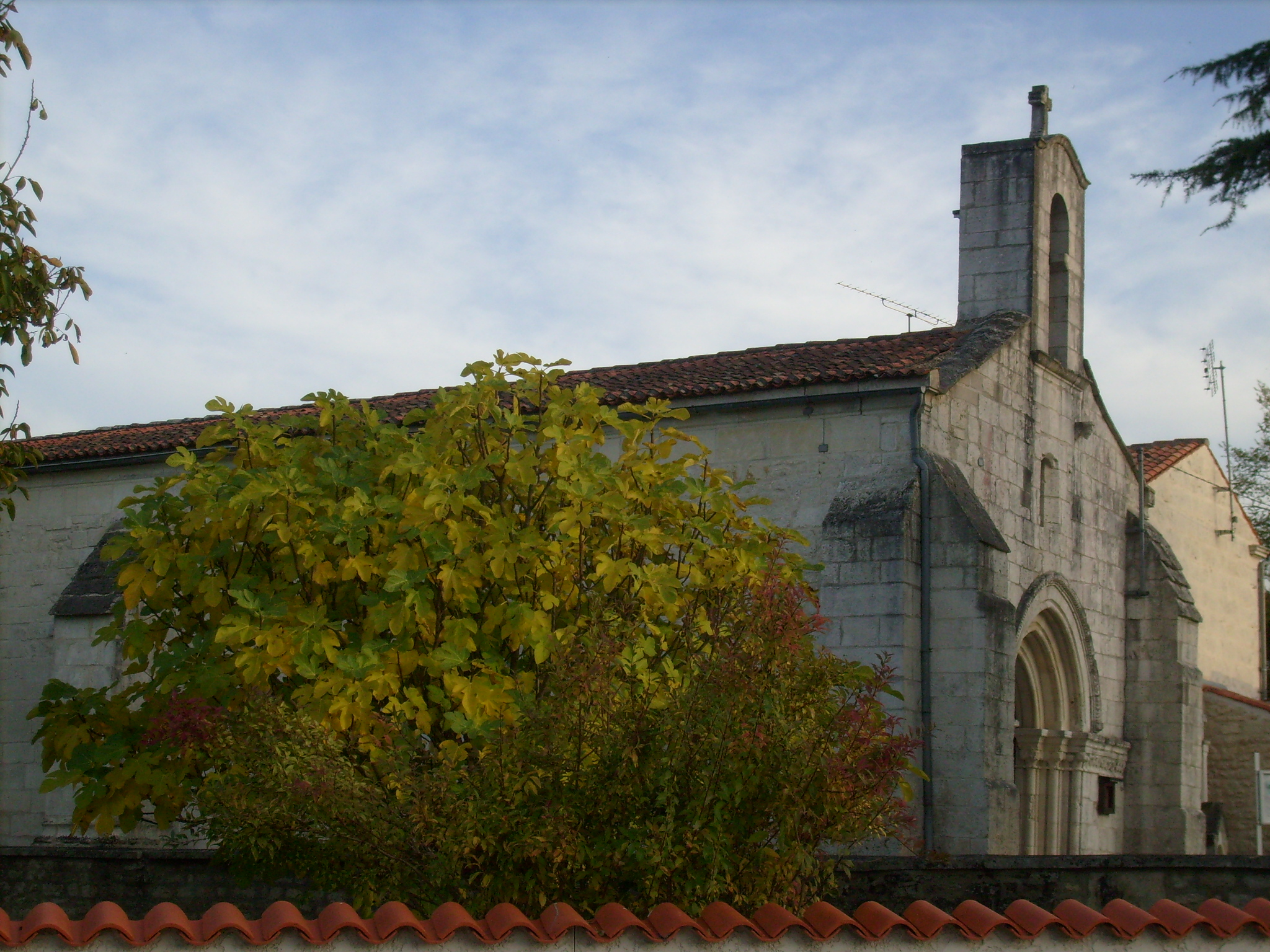
L'église Saint-Gilles